# Puerto Rico Islanders
Puerto Rico Islanders fue un club de fútbol profesional ubicado en Bayamón, Puerto Rico. Se fundó en el 2003, se jugaba en la NASL pero al término del Torneo del 2012 quedó disuelto. El equipo jugaba de local en el Estadio Juan Ramón Loubriel desde el 2004.

## Historia
Aunque los Islanders hicieron su primera aparición en la USL en 1995, esta ilusión apenas duró siete partidos, participando en San Juan. Distintas diferencias con la liga local los obligaron a mudarse a Texas, sumado a eso la Federación Internacional de Fútbol Internacional (FIFA), retiró su apoyo económico a la Federación de fútbol de Puerto Rico, que ascendía a $ 250 000 anuales, las cosas se pusieron difíciles para este grupo de emprendedores.
No fue hasta el año 2003 que se logró renovar la franquicia, recuperar el subsidio de FIFA y lograr un convenio con el Municipio de Bayamón, con el alcalde Ramón Luis Rivera hijo, quien apoyó la idea de incorporar al fútbol como deporte en ese municipio, ese apoyo no solamente fue logístico, sino también económico, ya que se puso en marcha la renovación y adaptación del entonces estadio del lubriel a las exigencias de la con un costo aproximado de $ 3 000 000.

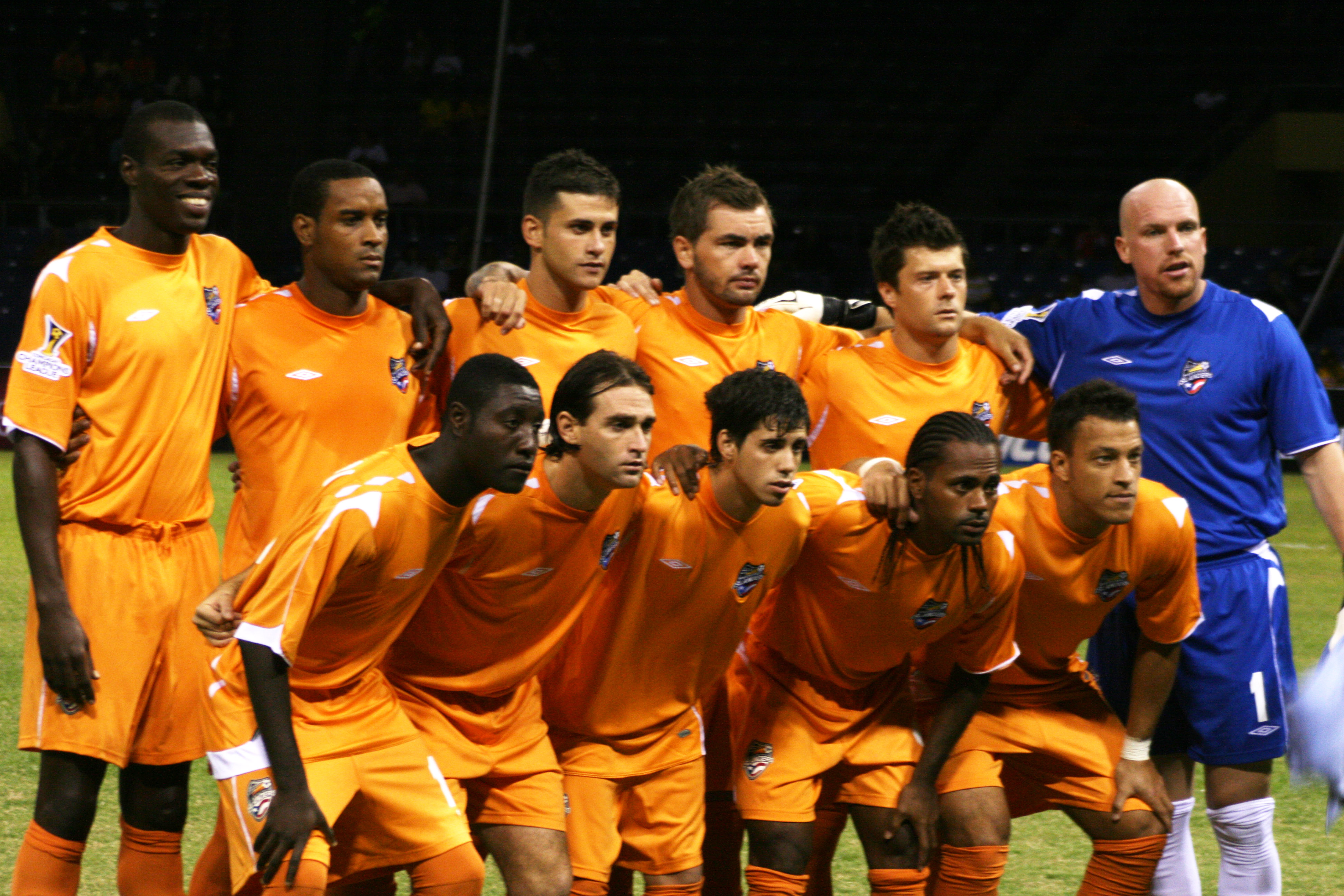
Puerto Rco Islanders vs Marathon en la Liga de Campeones de la Concacaf 2008-09

Las obras en el estadio comenzaron en noviembre de 2003 y lograron culminarse con éxito para el partido inaugural frente a los Linx de Toronto el 17 de abril de 2004, el resultado fue 1 a 0 a favor de los visitantes, pero lo que más sorprendió fue la cantidad de espectadores, se estimó en 5000, una cifra mucho mayor que cualquier encuentro de la liga de invierno de béisbol.

El estadio cuenta con la estación "Deportivo Melendez" del Tren Urbano de Puerto Rico y se le conoce además de por su nombre como "La Islandera" y "El Cementerio de las Américas" por los equipos que han sido eliminados y enterrados en el campo.

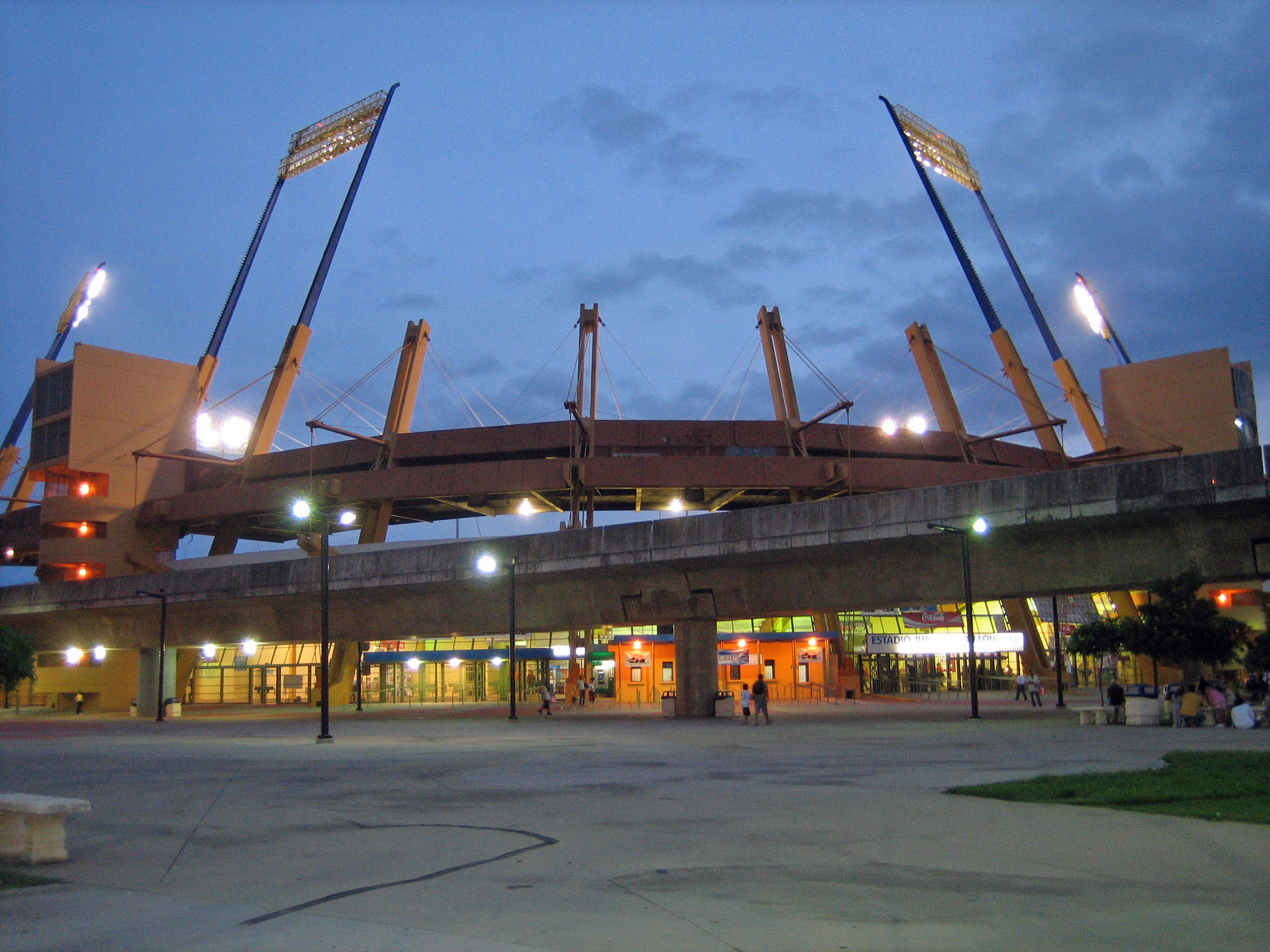
Estadio Juan Ramón Loubriel.

En el año 2008 "La tropa Naranja" tuvo una asistencia promedio de 6000 personas en cada partido y por primera vez en su historia logró llegar a la final de la USL (United Soccer League) y terminó quedándose en 2.º lugar luego de perder el partido contra los Vancouver Whitecaps. Adicional a esto, los Islanders se llevaron el título de Organización del Año por la USL, y los galardones individuales fueron obtenidos por Colin Clarke como Dirigente del Año, Bill Gaudette como Portero del Año, Cristian Arrieta como Defensa del Año y Richie Melendez de Cy-Springs HS in Cypress, TX como el Jugador Más Valioso de la United Soccer League.
Este año se rompió el récord de asistencia en el juego de ida en la semifinal contra Honduras con una cantidad de espectadores mayor que la capacidad máxima del estadio: 13 000 Estimados y alrededor de 2000 personas que no lograron entrar.
Este año 2009 promete aún mayores logros para el PR Islanders FC tanto en la United Soccer League como en la CONCACAF. Y empezaron con el pie derecho, ya que en el juego inaugural saliero victoriosos sobre el campeón defensor de la USL 1, los Vancouver Whitecaps, 2-1.
En agosto del 2010, empezaron con el pie derecho haciendo historia y goleando a Los Angeles Galaxy por 4-1, y con el marcador de vuelta perdiendo 2-1 (global 5-3) los islanders lograron así colarse a la etapa de grupos de la liga de campeones de la concacaf. En la cual se posicionaron en 3.º lugar tras el Toluca y el Club Olimpia quedando eliminado en esta fase. A la vez lograron el subcampeonato en su primera participación en un torneo de la Federación Puertorriqueña de Fútbol, en la Puerto Rico Soccer League 2010 perdiendo la final contra el Club Atlético River Plate PR perdiendo 1-0 y 2-0 con un global de 3-0.

## Fabricantes del uniforme
- 2004-2005: Legea
- 2006-2007: Calvo
- 2008: Torino
- 2009-2012: Umbro
- 2012: Admiral

### Patrocinadores de la camiseta
- 2004-2009: Centennial de Puerto Rico
- 2010-2012: AT&T

### Historia del uniforme
| Local 2004 | Local 2005-2006 | Local 2007 | Local 2008 |  | Local 2009 |  | Local 2011 |

## Jugadores

### Plantilla 2012
- = Lesionado de larga duración

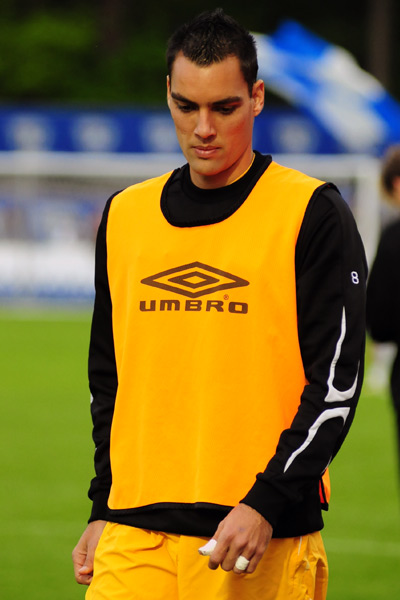
Mauricio Salles anotó 25 para el Islanders en sus primeras dos temporadas

### Jugadores Importantes
| Nombre                                          | Nacionalidad              | Carrera con Islanders               | Juegos | Goles |
| ----------------------------------------------- | ------------------------- | ----------------------------------- | ------ | ----- |
| Gustavo Barros Schelotto                        | Bandera de Argentina      | 2006                                | 23     | 3     |
| Mauricio Salles                                 | Bandera de Brasil         | 2004-2005                           | 51     | 25    |
| Marco Vélez                                     | Bandera de Puerto Rico    | 2005-2007, 2009, 2010 y actualmente | 96     | 7     |
| Jay Needham                                     | Bandera de Estados Unidos | 2007 Y actualmente                  | 34     | 1     |
| Dan Kennedy                                     | Bandera de Estados Unidos | 2005-2006                           | 55     | 0     |
| Raúl Díaz Arce                                  | Bandera de El Salvador    | 2004                                | 15     | 7     |
| Willie Sims                                     | Bandera de Guatemala      | 2006                                | 10     | 3     |
| Sebastián Rozental Dante Poli Arturo Norambuena | Bandera de Chile          | 2005 2006                           |        |       |
| Jorge Ramírez                                   | Bandera de Perú           | 2007                                | 10     | 3     |

## Trayectoria reciente
| Año  | División | Liga                | Temporada Regular      | Playoffs     | CFU Club Championship | CFU Club Championship | CONCACAF | CONCACAF         | CONCACAF         | CONCACAF         | Promedio de Asistencia |
| ---- | -------- | ------------------- | ---------------------- | ------------ | --------------------- | --------------------- | -------- | ---------------- | ---------------- | ---------------- | ---------------------- |
| 2004 | 2        | USL A-League        | 9.º, Eastern           | No clasificó | CFUCC                 | No participó          | CCC      | No participó     | No participó     | No participó     | 3,889                  |
| 2005 | 2        | USL First Division  | 7.º                    | No Clasificó | CFUCC                 | No participó          | CCC      | No participó     | No participó     | No participó     | 5,003                  |
| 2006 | 2        | USL First Division  | 6.º                    | 1/4          | CFUCC                 | Fase de grupos        | CCC      | No participó     | No participó     | No participó     | 5,378                  |
| 2007 | 2        | USL First Division  | 6.º                    | Semifinales  | CFUCC                 | 3.º lugar             | CCC      | No clasificó     | No clasificó     | No clasificó     | 4,725                  |
| 2008 | 2        | USL First Division  | 1.º                    | Finalista    | CFUCC                 | 3.º lugar             | CCC      | No Clasificó     | CCL              | Semifinales      | 4,423                  |
| 2009 | 2        | USL First Division  | 3.º                    | Semifinales  | CFUCC                 | Finalista             | CCL      | Fase de grupos   | Fase de grupos   | Fase de grupos   | 3,293                  |
| 2010 | 2        | USSF D-2 Pro League | 8.º, General; 5.º, USL | Campeón      | CFUCC                 | Campeón               | CCL      | Fase de grupos   | Fase de grupos   | Fase de grupos   | 2,358                  |
| 2011 | 2        | NASL                | 2.º                    | Semi-Finales | CFUCC                 | Campeón               | CCL      | Ronda Preliminar | Ronda Preliminar | Ronda Preliminar | 2,161                  |

Color:
| Oro    | Campeón                |
| Plata  | Subcampeón             |
| Bronce | 3.er lugar/Semifinales |

## Palmarés

### Torneos nacionales
- Copa Comiccionado (1): 2008
- Copa Ponce de León (3): 2006, 2007, 2009
- USSF D-1 (1): 2010
- Copa Bayamón Pre-temporada (1): 2012
- Subcampeón de la USL First Division (1): 2008
- Subcampeón de la Super Copa DirecTV PRSL (1): 2010

### Torneos internacionales
- Campeonato de Clubes de la CFU (2): 2010, 2011
- Subcampeón del Campeonato de Clubes de la CFU (1): 2009

## Estadísticas
- Mayor goleada conseguida:
- Puerto Rico Islanders 10-0  SAP (Campeonato de Clubes de la CFU 2007 - Primera Ronda).
- Puerto Rico Islanders 8-0  George Town SC en la (Campeonato de Clubes de la CFU 2012 - Segunda Ronda).
- Puerto Rico Islanders 7-0  Walking Boyz Company (Campeonato de Clubes de la CFU 2011 - Cuartos de final).
- Puerto Rico Islanders 7-1  Leo Victor (Campeonato de Clubes de la CFU 2007 - Cuartos de final).
- Mayor goleada recibida:
- Puerto Rico Islanders 1-4  W Connection (Campeonato de Clubes de la CFU 2012 - Semifinales).
-  Los Ángeles Galaxy 4-0 Puerto Rico Islanders (Liga de Campeones de la Concacaf 2012-13 - Primera Ronda).

## Director técnico
| Nombre               | Duración                     | J  | G  | E  | P  | % de Juegos Ganados |
| -------------------- | ---------------------------- | -- | -- | -- | -- | ------------------- |
| Vítor Hugo Barros    | Abril de 2004 - mayo de 2004 | 8  | 0  | 2  | 6  | 12.50               |
| Hugo Maradona        | Mayo de 2004 - enero de 2006 | 48 | 15 | 12 | 21 | 43.75               |
| Jorge Alvial Cáceres | Enero de 2006 - mayo de 2006 | 6  | 3  | 1  | 2  | 58.33               |
| Toribio Rojas        | Mayo de 2006 - mayo de 2007  | 33 | 9  | 11 | 13 | 43.94               |
| Colin Clarke         | Mayo de 2007 a presente      | 66 | 32 | 19 | 14 | 62.88               |